# Cyrille Weick
Cyrille Weick est un joueur français de volley-ball né le 19 juin 1979 à Strasbourg (Bas-Rhin). Il mesure 1,90 m et joue passeur.

## Clubs
| Club              | De        | À         |
| ----------------- | --------- | --------- |
| JSA Bordeaux      | 1999-2000 | 1999-2000 |
| Stade poitevin    | 2000-2001 | 2002-2003 |
| Agde VB           | 2003-2004 | 2003-2004 |
| Tourcoing LM      | 2004-2005 | 2006-2007 |
| Saint-Brieuc CAVB | 2007-2008 | 2009-2010 |
| AS Orange Nassau  | 2010-2010 | 2011-2012 |
| Saint-Brieuc CAVB | 2012-2013 | 2014-2015 |

## Palmarès
- Championnat du monde masculin de volley-ball des moins de 21 ans 
  - Finaliste : 1999
- Coupe de France (1)
  - Vainqueur : 2002
  - Finaliste : 2003, 2005, 2007
- Coupe de France amateur (1)
  - Vainqueur : 2015